# Соловьёв, Сергей Васильевич (археограф)
Серге́й Васи́льевич Соловьёв (1796—1875, Ревель) — профессор русского языка и литературы в Гельсингфорсском университете (1830—1843).

## Биография
Известен археографическими изысканиями, произведёнными в архивах Швеции и Дании. Совершил ряд поездок в Швецию в 1837—1840 годах и открыл множество документов, относящихся к русской истории, преимущественно XVII в.; перечисление их см. в «Протоколах археографической комиссии» (вып. I, СПб., 1885, стр. 169—180, 367—385 и др.; вып. II, 1886, стр. 4—11, 419—421) и др. В частности, открыл знаменитые записки дьяка Котошихина (в Стокгольмском государственном архиве шведский перевод, а в библиотеке Упсальского университета и русский подлинник), изданный археографической комиссией в 1838 году, а также множество связок актов, вывезенных шведами из Новгорода в Смутное время. Для исследования исторических материалов, касающихся России и хранящихся в шведских архивах, предлагал отправить особую экспедицию, но это предположение не было осуществлено.
Работы печатались, главным образом, в изданиях Археографической комиссии. Кроме того, напечатал:
- «Проект археографического путешествии в Швецию» («Журнал Министерства народного просвещения», ч. XVI);
- «Жители и просвещение в великом княжестве Финляндии» (ibid., ч. XXIV);
- «Тимошка Анкудинов» («Финский вестник», 1847, № 4).

Как профессор, своим бестактным поведением вызывал постоянные против себя нарекания.
Умер в больнице Ревельской богадельни.
В печати иногда его путали с Сергеем Михайловичем Соловьёвым, что вызвало протест сына последнего, Владимира Сергеевича Соловьёва, в «Новом Времени» (1896 год, № 7382).